# Julie Feurgard
Julie Feurgard (Neuilly-sur-Seine, 8 novembre 1859 – Parigi, 11 gennaio 1892) è stata una pittrice francese.

## Biografia
Julie Feurgard (dopo il matrimonio Julie Delance-Feurgard) nacque da Adeline Guillet e Jules Feurgard, ambedue originari di Saint-Malo e residenti a Neuilly-sur-Seine, città confinante con Parigi.
 
Suo padre era un funzionario del Ministero delle Finanze, e ciò non facilitava certamente il suo rapporto con l'arte. Ma ella nutriva comunque una forte inclinazione verso la pittura, intesa anche in senso professionale, tale da convincere i genitori. Scelta, dunque, la via dell'arte, Julie fu allieva di due artisti celebri, Jean-Léon Gérôme e Léon Bonnat. Un suo terzo maestro fu il pittore Paul-Louis Delance (1848-1924), di unici anni più grande di lei, con cui ella iniziò una relazione sentimentale che condusse i due al matrimonio. Si sposarono il 23 ottobre del 1886, quando Julie aveva 27 anni, e, due anni dopo le nozze, ebbero una figlia, Alice Delance (1888-1973) che divenne una pregevole acquarellista.
Dopo aver abitato qualche anno a Neuilly-sur-Seine, la famiglia Feurgard si era stabilita a Sannois e Julie, dopo il matrimonio, si trasferì con suo marito a Parigi. La casa paterna di Sannois resterà comunque per lei un'importante fonte d'ispirazione. E fu così anche per Paul Delance, che dipinse molto nel dipartimento dell'Oise.
Julie cominciò ad esporre nel 1880 al Salon des artistes français. I suoi studi erano iniziati all'Académie Julian, unica scuola dove le donne avevano accesso. L'École nationale supérieure des beaux-arts di Parigi, infatti, accettava solo uomini e la situazione delle donne pittrici in quegli anni era difficile. Soltanto delle artiste che si erano già affermate nell'ambiente dei grandi pittori, come Berthe Morisot o Marie Bracquemond, o delle straniere particolarmente fortunate come Mary Cassatt, potevano essere accolte nella prestigiosa istituzione statale. Le altre dovevano ripiegare sulla celebre Académie Julian, scuola privata che accettava senza problemi anche le donne, e che raggiunse ben presto una notevole reputazione per merito soprattutto degli insegnanti, che erano tutti artisti ormai famosi e grandi maestri di pittura riconosciuti.

Nell'Académie Julian, Julie Feurgard frequentò altre artiste, fra cui Marie Bashkirtseff e Louise Catherine Breslau. Quest'ultima farà in seguito il suo ritratto nel giardino della casa di Sannois, ritraendola sotto un albero di mele in fiore (da cui il titolo del quadro: Sous les pommiers). Quest'opera, esposta al Salon del 1886, si trova attualmente nel Museo cantonale di belle arti di Losanna. Julie Feurgard restituì la cortesia, ritraendo l'amica Louise Catherine mentre era al lavoro.
Madeleine Zillhardt, un'altra sua collega dell'Académie Julian, dirà di lei in un suo libro:: « Ella (la Breslau) amava e ammirava la sua amica Julie, artista molto dotata, morta, ahimè, troppo giovane, che sapeva coniugare, come tante altre francesi, la grazia e il talento con le incombenze pratiche della famiglia, e per la quale i momenti trascorsi con i suoi amici più cari erano quelli di cui conservava il ricordo migliore  ».
La maternità influenzò non poco Julie, come si nota da opere come Les berceaux (1888), attualmente al Museo di Brest, presentata al Salon del 1888, o La pouponnière, esposta al Salon del 1889.
Fra le sue opere più note si può citare il quadro Au jardin, una delle sue ultime composizioni, presentata nel maggio del 1891 al "Salon de la Société nationale des Beaux-Arts", che nel 1890 aveva ripreso ad organizzare le sue mostre annuali al Champ-de-Mars. Questa scelta di un nuovo Salon dipendeva anche dal fatto che sia Julie Feurgard che suo marito Paul Delance, come anche numerosi altri artisti, smisero di presentare le loro opere al "Salon des artistes français", stanchi dell'autoritarismo accademico di quest'ultimo. Julie era socia della "Société nationale des Beaux-Arts", ed aveva anche esposto in gallerie private, come la Galleria Durand-Ruel.
Julie Feurgard morì qualche mese più tardi, a 32 anni, abbandonando la sua opera pittorica che stava cominciando a consolidarsi. Fu lo stesso tragico destino che colpì Marie Bashkirtseff (1858-1884), spentasi a soli venticinque anni.
Julie firmò le sue tele " J. Feurgard", o anche Julie Feurgard, e dopo il matrimonio "J Delance-Feurgard".

## Opere

### Opere esposte nei Salon[3]
- 1880 Salon des artistes français : Portrait de M.lle J. F.
- 1881 Salon des artistes français : Portrait de M.lle A. U.
- 1882 Salon des artistes français : A la fenêtre
- 1882 Salon des artistes français : Dans les champs
- 1883 Salon des artistes français : Feu d’automne
- 1884 Salon des artistes français : Un mariage à la campagne
- 1884 Salon des artistes français : Une cendrillon
- 1887 Salon des artistes français : Un coin d’omnibus
- 1888 Salon des artistes français : La crèche (les berceaux)
- 1889 Salon des artistes français : La pouponnière
- 1889 Esposizione universale[4]: La crèche
- 1890 Salon de Toulouse[5]: Un coin d’omnibus
- 1991 Société nationale Beaux-Arts[6]: Au jardin
- 1926 Société nationale Beaux-Arts : Retrospettiva: Paul Delance, Julie Delance-Feurgard[7]
- 2017-2018 - Women Artists in Paris : Mostra al Denver Art Museum, Speed Art Museum, Louisville e Clark Art Museum.

### Opere presenti nei musei
Elenco parziale.
- Un mariage à la campagne, olio su tela, 97 x 130 cm, Museo di belle arti di Brest[8]
- La crèche (les berceaux) (Salon del 1888), olio su tela, 113 x 195 cm, Museo di belle arti di Brest.

## Galleria d'immagini

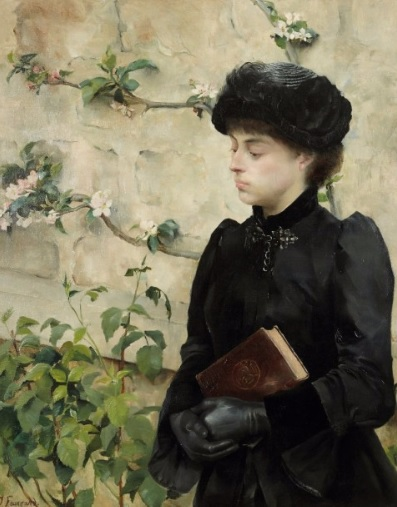
Ritorno dalla messa
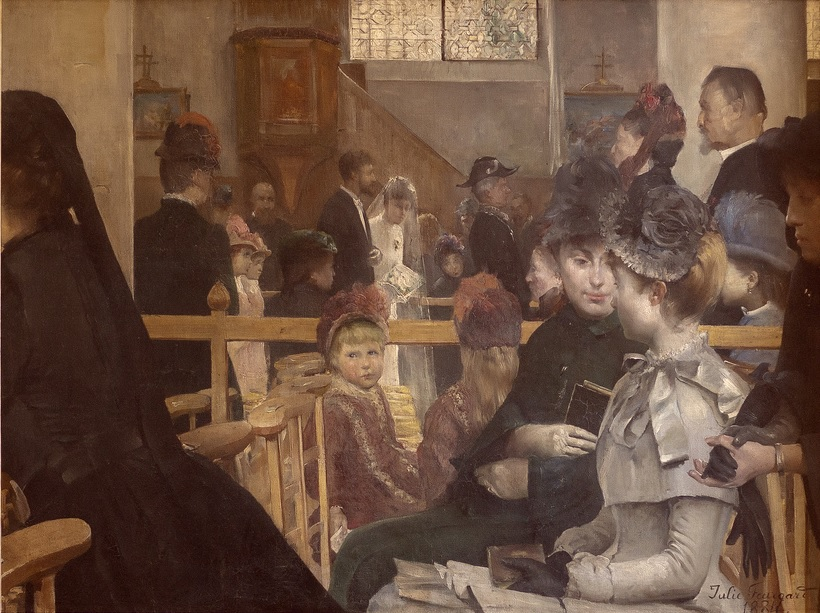
Nozze campagnole, 1884 Museo di Brest
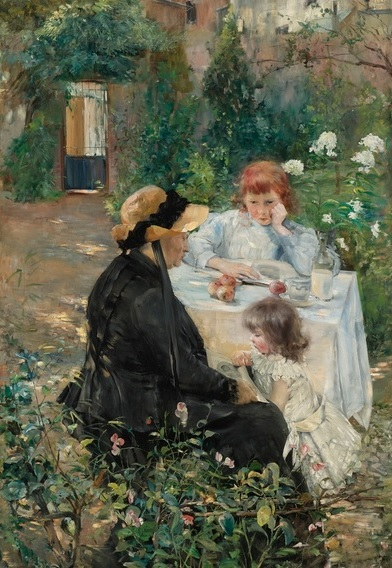
Nel giardino, 1891